# あすの市民
『あすの市民』（あすのしみん）は、1972年4月10日から1986年3月20日までNHK教育テレビジョンで放送されていた中学生向けの学校放送（教科：社会科）である。

## 放送時間
いずれも日本標準時、別の時間帯での再放送あり。
| 期間                          | 放送時間                                                      |
| ----------------------------- | ------------------------------------------------------------- |
| 1972年4月10日 - 1980年3月17日 | 月曜日 10:10 - 10:30                                          |
| 1980年4月14日 - 1982年3月15日 | 月曜日 13:15 - 13:35                                          |
| 1982年4月5日 - 1985年3月11日  | 月曜日 13:10 - 13:30                                          |
| 1985年4月11日 - 1986年3月20日 | 木曜日 13:35 - 13:55 1986年4月3日の再放送もこの時間帯で実施。 |

## 出演者
- 吉田一正（1972年度 - 1977年度）
- 柿沼利昭（1978年度）

## 放送リスト

### 1972年度
1. 1972年04月10日 人間尊重[1]
2. 1972年04月17日 社会と市民[1]
3. 1972年04月24日 情報と市民[1]
4. 1972年05月01日 家族集団の機能[1]
5. 1972年05月08日 家族観の変化[1]
6. 1972年05月15日 族生活と環境[1]
7. 1972年05月22日 職業観の変化[1]
8. 1972年05月29日 仕事と生きがい[1]
9. 1972年06月05日 地域社会の変化」 ―茨城県鹿島地匹[1]
10. 1972年06月12日 地方自治と住民」(1) 〜宮崎県高千穂町土呂久[1]
11. 1972年06月19日 地方自治と住民 2[1]
12. 1972年06月26日 新しい地域社会[1]
13. 1972年07月03日 経済成長と国民生活 1[1]
14. 1972年07月10日 経済成長と国民生活 2[1]
15. 1972年09月04日 インフレと物価[1]
16. 1972年09月11日 流通の近代化[1]
17. 1972年09月18日 産業構造の変化 1[1]
18. 1972年09月25日 産業構造の変化 2[1]
19. 1972年10月02日 企業と労働[1]
20. 1972年10月09日 社会資本[1]
21. 1972年10月16日 公害[1]
22. 1972年10月23日 社会福祉の谷間で[1]
23. 1972年10月30日 開発途上国と日本[1]
24. 1972年11月06日 先進国と日本[1]
25. 1972年11月13日 社会主義国の経済[1]
26. 1972年11月20日 日本国憲法[1]
27. 1972年11月27日 国民主権[1]
28. 1972年12月04日 基本的人権 1[1]
29. 1972年12月11日 基本的人権 2[1]
30. 1972年12月18日 基本的人権 3[1]
31. 1973年01月08日 選挙[1]
32. 1973年01月22日 議会[1]
33. 1973年01月29日 世論と政治[1]
34. 1973年02月05日 行政と国民生活[1]
35. 1973年02月12日 裁判と国民生活[1]
36. 1973年02月19日 国際連合[1]
37. 1973年02月26日 国際政治と日本[1]
38. 1973年03月05日 市民の条件[1]
39. 1973年03月12日 世界市民[1]

### 1973年度
1. 1973年04月09日 社会の成立[2]
2. 1973年04月23日 市民と社会[2]
3. 1973年05月01日 家族の機能[2]
4. 1973年05月07日 家族観の変化[2]
5. 1973年05月14日 家族生活と環境[2]
6. 1973年05月21日 就職と地域格差[2]
7. 1973年05月28日 村落崩壊[2]
8. 1973年06月04日 地域社会と巨大開発[2]
9. 1973年06月11日 地方自治と住民 1[2]
10. 1973年06月18日 地方自治と住民 2[2]
11. 1973年06月25日 住民運動に学ぶ 1[2]
12. 1973年07月02日 住民運動に学ぶ 2[2]
13. 1973年07月09日 住民運動に学ぶ 3[2]
14. 1973年09月03日 経済成長と国民生活[2]
15. 1973年09月10日 インフレと物価[2]
16. 1973年09月17日 消費者主権への道[2]
17. 1973年09月25日 産業構造の変化 1[2]
18. 1973年10月01日 農業の行くえ[2]
19. 1973年10月08日 中小企業はどこへ[2]
20. 1973年10月15日 公害[2]
21. 1973年10月22日 企業の行動[2]
22. 1973年10月29日 企業と労働[2]
23. 1973年11月05日 力なき大多数[2]
24. 1973年11月12日 社会主義圏の経済[2]
25. 1973年11月19日 中国と日本 日中共同声明より[2]
26. 1973年11月26日 開発途上国と日本[2]
27. 1973年12月03日 日本国憲法[2]
28. 1973年12月10日 基本的人権[2]
29. 1973年12月17日 国民主権[2]
30. 1974年01月08日 選挙[2]
31. 1974年01月21日 議会[2]
32. 1974年01月28日 世論と政治[2]
33. 1974年02月04日 行政と国民生活[2] 宮城まり子と47人の子供たち
34. 1974年02月18日 裁判と国民生活[2]
35. 1974年02月25日 現代に生きる 1[2]
36. 1974年03月04日 現代に生きる 2[2]
37. 1974年03月11日 市民の条件[2]

### 1974年度
1. 1974年04月08日 社会の成立[3]
2. 1974年04月22日 市民と社会[3]
3. 1974年05月07日 家族の機能[3]
4. 1974年05月20日 家族観の変化 1[3]
5. 1974年05月27日 家族観の変化 2[3]
6. 1974年06月03日 進路と社会環境[3]
7. 1974年06月10日 村落崩壊[3]
8. 1974年06月17日 地域社会と開発[3]
9. 1974年06月24日 地方自治と住民[3]
10. 1974年07月01日 住民運動に学ぶ 1[3]
11. 1974年07月08日 住民運動に学ぶ 2[3]
12. 1974年09月02日 産業構造の変化[3]
13. 1974年09月17日 農業[3]
14. 1974年09月30日 中小企業[3]
15. 1974年10月07日 消費者主権への道[3]
16. 1974年10月14日 企業と社会 1[3]
17. 1974年10月21日 企業と社会 2 大きくなりすぎた企業[3]
18. 1974年10月28日 企業と労働 1 歯車からの脱出[3]
19. 1974年11月11日 企業と労働 2[3]
20. 1974年11月18日 社会主義国の経済[3]
21. 1974年11月25日 中国と日本[3]
22. 1974年12月02日 開発途上国と日本[3]
23. 1974年12月09日 国際平和と日本[3]
24. 1974年12月16日 基本的人権[3]
25. 1975年01月08日 理想と現実 1[3]
26. 1975年01月20日 理想と現実 2[3]
27. 1975年01月27日 地方行政と住民[3]
28. 1975年02月03日 行政と国民生活 2[3]
29. 1975年02月10日 裁判と国民生活[3]
30. 1975年02月17日 個人と政治 政治の原点は何か[3]
31. 1975年02月24日 世論と国民生活[3]
32. 1975年03月03日 市民とは 1[3]
33. 1975年03月10日 市民とは 2[3]

### 1975年度
1. 1975年04月07日 人間尊重 1[4]
2. 1975年04月21日 人間尊重 2[4]
3. 1975年04月28日 市民と情報[4]
4. 1975年05月06日 家族観の変化[4]
5. 1975年05月19日 過疎村その後 家族と社会環境[4]
6. 1975年05月26日 閉山，そして…… 職業と社会環境[4]
7. 1975年06月02日 村落崩壊[4]
8. 1975年06月09日 都市の人々[4]
9. 1975年06月16日 地域社会と開発[4]
10. 1975年06月23日 住民運動に学ぶ 1[4]
11. 1975年06月30日 住民運動に学ぶ 2[4]
12. 1975年07月07日 くらしの中の人権[4]
13. 1975年09月01日 生活と経済[4]
14. 1975年09月16日 産業構造の変化[4]
15. 1975年09月29日 農業[4]
16. 1975年10月06日 中小企業[4]
17. 1975年10月13日 企業と社会 1[4]
18. 1975年10月20日 企業と社会 2[4]
19. 1975年10月27日 企業と労働 1[4]
20. 1975年11月04日 企業と労働 2[4]
21. 1975年11月17日 社会主義国の経済[4]
22. 1975年11月25日 アジアと日本 1[4]
23. 1975年12月08日 アジアと日本 2[4]
24. 1975年12月15日 国際平和と日本[4]
25. 1976年01月12日 理想と現実 1[4]
26. 1976年01月19日 理想と現実 2[4]
27. 1976年01月26日 地方自治と住民[4]
28. 1976年02月02日 国の政治と国民[4]
29. 1976年02月09日 裁判と国民生活[4]
30. 1976年02月16日 現代に生きる 1[4] 色川大吉
31. 1976年02月23日 現代に生きる 2[4] 早乙女勝元
32. 1976年03月01日 現代に生きる 3[4] 橋田寿賀子
33. 1976年03月08日 現代に生きる 4[4] 宇井純

### 1976年度
1. 1976年04月12日 人間尊重 1[5]
2. 1976年04月19日 人間尊重 2[5]
3. 1976年04月26日 市民と情報[5]
4. 1976年05月04日 家族観の変化[5]
5. 1976年05月17日 家族と社会環境[5]
6. 1976年05月24日 職業と社会環境[5]
7. 1976年05月31日 過疎に悩む村[5]
8. 1976年06月07日 都市の人々[5]
9. 1976年06月14日 地域社会と文化[5]
10. 1976年06月21日 地域開発と住民[5]
11. 1976年06月28日 住民運動に学ぶ 1[5]
12. 1976年07月05日 住民運動に学ぶ 2[5]
13. 1976年07月12日 くらしの中の人権[5]
14. 1976年09月01日 生活と経済 1[5]
15. 1976年09月13日 生活と経済 2[5]
16. 1976年09月20日 企業と社会 1[5]
17. 1976年09月27日 企業と社会 2[5]
18. 1976年10月04日 農業[5]
19. 1976年10月18日 中小企業[5]
20. 1976年10月25日 企業と労働 1[5]
21. 1976年11月01日 企業と労働 2 槇枝総評議長にきく[5]
22. 1976年11月08日 社会主義国の経済[5]
23. 1976年11月15日 国際社会と日本 1 中国と日本[5]
24. 1976年11月22日 国際社会と日本 2 アジアと日本[5]
25. 1976年11月29日 国際社会と日本 3 国際平和と日本[5]
26. 1976年12月06日 憲法 1 基本的人権とその成立[5]
27. 1976年12月13日 憲法 2 国民主権[5]
28. 1977年01月10日 理想と現実 1[5]
29. 1977年01月17日 理想と現実 2[5]
30. 1977年01月24日 政治と国民 1 地方自治と住民[5]
31. 1977年01月31日 政治と国民 2 国の政治と国民生活[5]
32. 1977年02月07日 裁判と国民生活[5]
33. 1977年02月14日 現代に生きる 1[5]
34. 1977年02月21日 現代に生きる 2[5]
35. 1977年02月28日 現代に生きる 3[5]
36. 1977年03月07日 現代に生きる 4[5]

### 1977年度
1. 1977年04月11日 人間尊重 1[6]
2. 1977年04月18日 人間尊重 2[6]
3. 1977年04月25日 人間尊重 3[6]
4. 1977年05月02日 家族と社会環境 1 二つの家族[6]
5. 1977年05月09日 家族と社会環境 2 でかせぎと家族[6]
6. 1977年05月16日 村の人々[6]
7. 1977年05月23日 都市の人々[6]
8. 1977年05月30日 地域開発と住民[6]
9. 1977年06月06日 市民と文化 1[6]
10. 1977年06月13日 市民と文化 2[6]
11. 1977年06月20日 職場の人々 1[6]
12. 1977年06月27日 職場の人々 2[6]
13. 1977年07月04日 住民運動に学ぶ 1[6]
14. 1977年07月11日 住民運動に学ぶ 2[6]
15. 1977年09月05日 生活と経済 1[6]
16. 1977年09月12日 生活と経済 2[6]
17. 1977年09月19日 企業と社会 1[6]
18. 1977年09月26日 企業と社会 2[6]
19. 1977年10月03日 農業 1 日本の食糧自給率[6]
20. 1977年10月17日 農業 2[6]
21. 1977年10月24日 中小企業[6]
22. 1977年10月31日 企業と労働 1[6]
23. 1977年11月07日 企業と労働 2[6]
24. 1977年11月14日 社会主義国の生活[6]
25. 1977年11月21日 国際社会と日本 1[6]
26. 1977年11月28日 国際社会と日本 2[6]
27. 1977年12月05日 日本国憲法 1[6]
28. 1977年12月12日 日本国憲法 2[6]
29. 1978年01月09日 政治と国民 1[6]
30. 1978年01月23日 政治と国民 2[6]
31. 1978年01月30日 政治と国民 3[6]
32. 1978年02月06日 裁判と国民[6]
33. 1978年02月13日 市民とは[6]
34. 1978年02月20日 現代に生きる 1[6] 梶原一騎
35. 1978年02月27日 現代に生きる 2[6] 福井達雨
36. 1978年03月06日 現代に生きる 3[6] 中村メイコ
37. 1978年03月13日 現代に生きる 4[6] 扇谷正造

### 1978年度
1. 1978年04月10日 人間尊重 1 世界に平和を[7]
2. 1978年04月17日 人間尊重 2 過疎を考える[7]
3. 1978年04月24日 人間尊重 3 開発と文化財保護[7]
4. 1978年05月01日 日本国憲法 1 世界に平和を[7]
5. 1978年05月08日 日本国憲法 2[7]
6. 1978年05月15日 日本国憲法 3 市民参加の町づくり[7]
7. 1978年05月22日 家族と社会環境 1[7]
8. 1978年05月29日 家族と社会環境 2[7]
9. 1978年06月05日 村の生活[7]
10. 1978年06月12日 都会の生活[7]
11. 1978年06月19日 情報と市民 伊豆沖地震の教訓[7]
12. 1978年06月26日 地域文化[7]
13. 1978年07月03日 住民運動 1 新幹線建設と沿線住民[7]
14. 1978年07月10日 住民運動 2 新しいふるさとづくり[7]
15. 1978年09月04日 生活と経済 1 中小企業[7]
16. 1978年09月11日 生活と経済 2[7]
17. 1978年09月18日 職場の人びと 1[7]
18. 1978年09月25日 職場の人びと 2 高齢化時代[7]
19. 1978年10月02日 農業 1 米[7]
20. 1978年10月09日 農業 2 畜産[7]
21. 1978年10月16日 中小企業 試練の中の中小企業[7]
22. 1978年10月23日 企業と労働 1 不況の中の労働組合[7]
23. 1978年10月30日 企業と労働 2 労働者の経営参加[7]
24. 1978年11月06日 企業と社会 1 揺れる企業城下町 釜石[7]
25. 1978年11月13日 企業と社会 2 情報社会の広告[7]
26. 1978年11月20日 政府の経済活動[7]
27. 1978年11月27日 社会主義国の経済[7]
28. 1978年12月04日 経済援助のゆくえ 国際経済[7]
29. 1978年12月11日 国際協力[7]
30. 1979年01月08日 裁判と生活[7]
31. 1979年01月22日 地方自治[7]
32. 1979年01月29日 国会と内閣[7]
33. 1979年02月05日 選挙[7]
34. 1979年02月19日 国民主権[7]
35. 1979年02月26日 現代に生きる 1[7] 志鳥栄八郎
36. 1979年03月05日 現代に生きる 2[7] 佐藤忠男
37. 1979年03月12日 現代に生きる 3[7] 池田理代子

### 1979年度
1. 1979年04月09日 身近な生活の中から 1[8]
2. 1979年04月23日 身近な生活の中から 2[8]
3. 1979年05月07日 身近な生活の中から 3[8]
4. 1979年05月14日 30歳をこえた憲法 1 日本国憲法制定[8]
5. 1979年05月21日 30歳をこえた憲法 2 基本的人権[8]
6. 1979年05月28日 30歳をこえた憲法 3 平和主義[8]
7. 1979年06月04日 家庭生活[8]
8. 1979年06月11日 家族と社会環境[8]
9. 1979年06月18日 村の復活[8]
10. 1979年06月25日 ニュータウンの生活[8]
11. 1979年07月02日 地域文化[8]
12. 1979年07月09日 情報と市民[8]
13. 1979年09月03日 生産と流通[8]
14. 1979年09月10日 考える消費者[8]
15. 1979年09月17日 働く人々の職業観[8]
16. 1979年10月01日 職場がほしい 中高年齢者の雇用[8]
17. 1979年10月08日 企業の社会的責任 水島工業地帯のあゆみ[8]
18. 1979年10月15日 これからの中小企業[8]
19. 1979年10月22日 企業と広告[8]
20. 1979年10月29日 労働組合の役割[8]
21. 1979年11月05日 低成長下の労働組合[8]
22. 1979年11月12日 資源と開発[8]
23. 1979年11月19日 農業 米・減反と食糧自給[8]
24. 1979年11月26日 高福祉社会のために[8]
25. 1979年12月03日 社会主義国のくらし[8]
26. 1979年12月10日 生活と貿易 牛肉と砂糖[8]
27. 1979年12月17日 国際協力と日本[8]
28. 1980年01月08日 地方自治 埼玉県三郷市[8]
29. 1980年01月21日 国会と内閣[8]
30. 1980年01月28日 裁判とくらし[8]
31. 1980年02月04日 国民主権と選挙[8]
32. 1980年02月18日 現代に生きる 1 古葉竹識[8]
33. 1980年02月25日 現代に生きる 2 高橋展子[8]
34. 1980年03月03日 現代に生きる 3 米倉斉加年[8]
35. 1980年03月10日 現代に生きる 4 水上勉[8]

### 1980年度
1. 1980年04月09日 身近な生活の中から 1 憲法に学ぶ[9]
2. 1980年04月21日 身近な生活の中から 2 憲法に学ぶ[9]
3. 1980年05月12日 家族と社会[9]
4. 1980年05月26日 文化を私たちの手で[9]
5. 1980年06月09日 変わりゆく地域社会 神奈川県大井町[9]
6. 1980年06月23日 職業の意味[9]
7. 1980年07月07日 労働組合の役割[9]
8. 1980年09月01日 考える消費者[9]
9. 1980年09月22日 アイデアで勝負! 努力する中小企業[9]
10. 1980年10月06日 税金のゆくえ[9]
11. 1980年10月20日 これからの社会保障[9]
12. 1980年11月10日 貿易と国際協力[9]
13. 1980年12月01日 地方自治[9]
14. 1980年12月15日 選挙と政治[9]
15. 1981年01月12日 法と私たち[9]
16. 1981年01月26日 国際社会の中で[9]
17. 1981年02月09日 現代に生きる[9] 野村万作
18. 1981年02月23日 現代に生きる[9] 一条ふみ
19. 1981年03月09日 現代に生きる[9] 大城立裕

### 1981年度
1. 1981年04月06日 人権を守る 1 人間尊重の考え方[10]
2. 1981年04月20日 人権を守る 2 人間尊重の考え方[10]
3. 1981年05月11日 私たちの文化[10]
4. 1981年05月25日 町づくりをめざして 住民参加[10]
5. 1981年06月08日 一票の重さ 選挙[10]
6. 1981年06月22日 国会[10]
7. 1981年07月06日 裁判とくらし[10]
8. 1981年08月31日 考える消費者[10]
9. 1981年09月14日 企業と地域社会[10]
10. 1981年09月28日 これからの労働組合[10]
11. 1981年10月26日 新エネルギー事情[10]
12. 1981年11月09日 環境を守る[10]
13. 1981年11月30日 農村を考える[10]
14. 1981年12月14日 高齢化社会を前に[10]
15. 1982年01月11日 貿易と国際協力[10]
16. 1982年01月25日 国際平和への道[10]
17. 1982年02月08日 現代に生きる 1[10] 宇江敏勝
18. 1982年02月22日 現代に生きる 2[10] 税田芳三
19. 1982年03月08日 現代に生きる 3[10]

### 1982年度
1. 1982年04月05日 身近な生活の中から 人権を考える[11]
2. 1982年04月19日 家族と社会[11]
3. 1982年05月10日 地域と文化[11]
4. 1982年05月24日 住民参加[11]
5. 1982年06月07日 選挙と市民[11]
6. 1982年06月21日 国会の役割[11]
7. 1982年07月05日 くらしと裁判[11]
8. 1982年08月30日 消費者と情報[11]
9. 1982年09月13日 現代の企業[11]
10. 1982年09月27日 働く環境[11]
11. 1982年10月18日 税金のゆくえ[11]
12. 1982年11月01日 高齢化社会 これからの社会保障[11]
13. 1982年11月15日 変わりゆく農村[11]
14. 1982年11月29日 環境を守る[11]
15. 1982年12月13日 くらしと貿易[11]
16. 1983年01月10日 これからの国際協力[11]
17. 1983年01月24日 国際平和と日本[11]
18. 1983年02月07日 現代に生きる 1[11] 若月俊一
19. 1983年02月21日 現代に生きる 2[11] 漆原美代子
20. 1983年03月07日 現代に生きる 3[11] 高橋昭博

### 1983年度
1. 1983年04月11日 人権を考える 中学生のリポートから[12]
2. 1983年04月25日 これからの地方自治[12]
3. 1983年05月09日 選挙と政治[12]
4. 1983年05月23日 国会の役割[12]
5. 1983年06月06日 政府の仕事[12]
6. 1983年06月20日 くらしと裁判[12]
7. 1983年07月04日 情報と私たち[12]
8. 1983年08月29日 価格と消費者[12]
9. 1983年09月12日 大企業と中小企業[12]
10. 1983年09月26日 サービス産業[12]
11. 1983年10月17日 労働組合の役割[12]
12. 1983年10月31日 高齢化社会を前に[12]
13. 1983年11月14日 食料と私たち[12]
14. 1983年11月28日 エネルギー資源[12]
15. 1983年12月12日 貿易と国際関係[12]
16. 1984年01月09日 国際社会の動き[12]
17. 1984年01月30日 現代に生きる 1[12] 竹田津実
18. 1984年02月13日 現代に生きる 2[12] 石坂浩二
19. 1984年02月27日 現代に生きる 3[12] 中谷健太郎

### 1984年度
1. 1984年04月09日 くらしと人権[13]
2. 1984年04月23日 新しい地域文化[13]
3. 1984年05月14日 眼鏡橋が残った 地方自治[13]
4. 1984年05月28日 一票の重さ 選挙[13]
5. 1984年06月11日 第101回国会 国会の役割[13]
6. 1984年06月25日 小児医療センターをめざして 政府の仕事[13]
7. 1984年07月09日 貸しレコード裁判 裁判のしくみ[13]
8. 1984年09月03日 スーパーマーケット 流通の働き[13]
9. 1984年09月17日 金融と日本銀行[13]
10. 1984年10月08日 中小企業と国際競争[13]
11. 1984年10月22日 貿易と商社[13]
12. 1984年11月05日 ロボット工場 雇用と労働条件[13]
13. 1984年11月19日 乾電池のゆくえ ゴミと環境[13]
14. 1984年12月03日 高齢化社会 これからの社会保障[13]
15. 1984年12月17日 今年のニュースから[13]
16. 1985年01月07日 国際平和を求めて 国際社会の動き[13]
17. 1985年01月21日 現代に生きる 1[13] 鈴木元彦
18. 1985年02月04日 現代に生きる 2[13] 佐伯輝子
19. 1985年02月25日 現代に生きる 3[13] 山下泰裕

### 1985年度
1. 1985年04月11日 くらしと人権 身近な生活の中から
2. 1985年04月25日 情報公開 知る権利・知られたくない権利
3. 1985年05月09日 くらしと広報誌 地方自治
4. 1985年05月23日 選挙と政治 一票の重さ
5. 1985年06月06日 国会の役割 立法機関のしごと
6. 1985年06月20日 食品衛生監視員 行政の役割
7. 1985年07月04日 灯油裁判 くらしと裁判
8. 1985年09月05日 消費者保護
9. 1985年09月19日 働く者の権利 職場の技術革新
10. 1985年10月03日 考える中小企業
11. 1985年10月17日 高度情報化社会 ニューメディアと生活
12. 1985年11月14日 貿易立国日本 輸出入とくらし
13. 1985年11月28日 碧い湖 環境を守る
14. 1985年12月12日 老人の生きがい 高齢化社会をむかえて
15. 1986年01月16日 国際社会の中で 外国から見た日本
16. 1986年01月30日 現代に生きる 1 琵琶の音に魅せられて 上原まり
17. 1986年02月13日 現代に生きる 2 牛と自然を歌う 森田正治
18. 1986年02月27日 現代に生きる 3 天然痘根絶と国際協力 蟻田功
19. 1986年03月13日 現代に生きる 4 相撲人生・七転び八起き 尾車浩一